# Зірочки покривні
Зірочки покривні, зірочки чохлуваті (Gagea spathacea) — вид трав'янистих рослин родини лілійні (Liliaceae), поширений у Європі.

## Опис
Багаторічна трав'яниста рослина 6–20 см. Прикореневих листків 2, вони циліндричні (з порожниною посередині), значно довші від стебел. Листочки оцвітини подовжено-ланцетні, тупі, лимонно-жовті, зовні зелені, 10–13 мм завдовжки. Подсуцвітний листочок довгасто-ланцетовий, 6–9 мм шириною, на верхівці з ковпачком.

## Поширення
Поширений у Європі.
В Україні вид зростає у вологих тінистих лісах, на узліссях — в передгір'ях Карпат, зрідка.

## Галерея

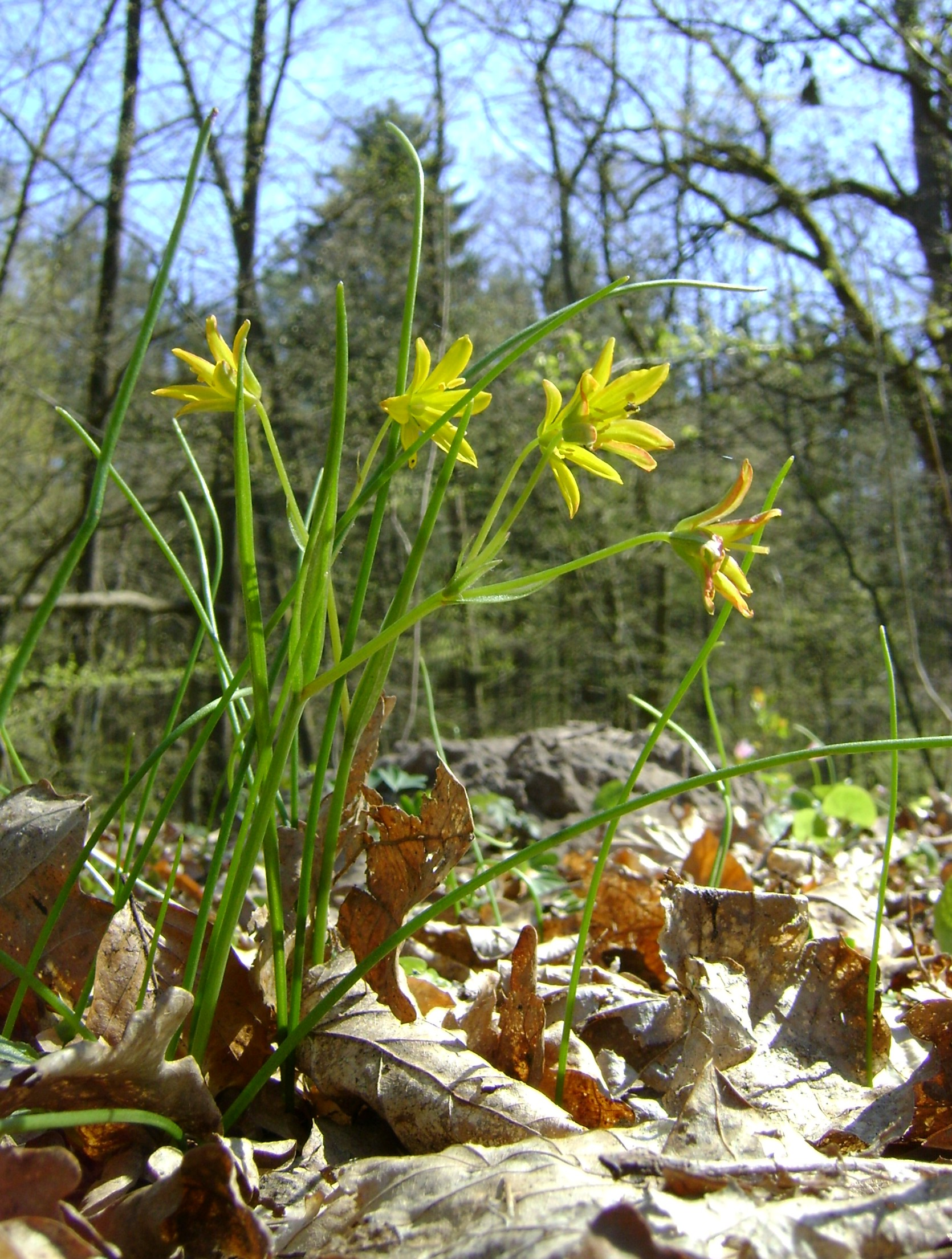
рослини
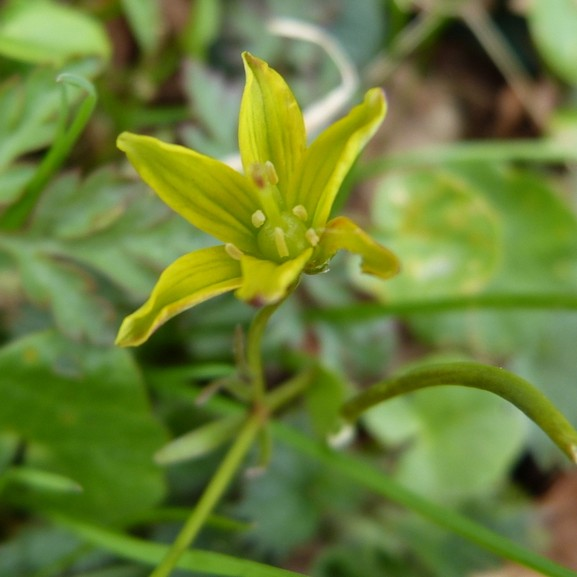
квітка
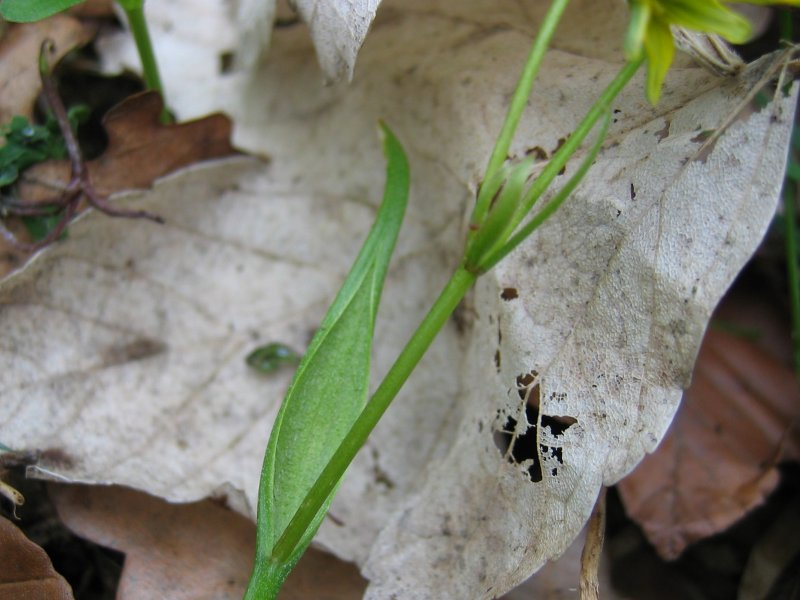
листок
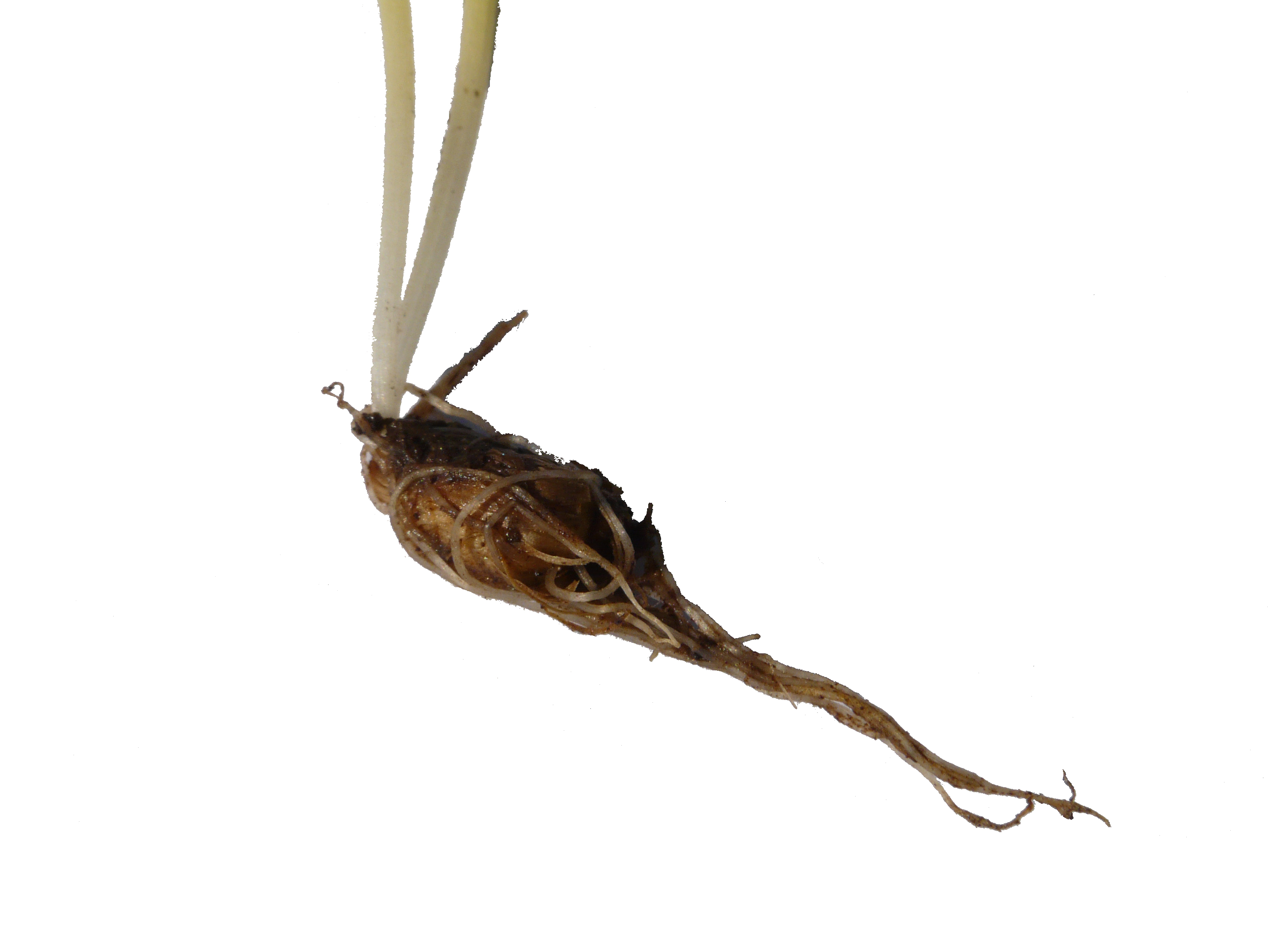
цибулина